# NGC 2907
NGC 2907 ist eine Spiralgalaxie vom Hubble-Typ Sa im Sternbild Hydra südlich der Ekliptik. Sie ist schätzungsweise 84 Millionen Lichtjahre von der Milchstraße entfernt.
Das Objekt wurde am 31. Dezember 1785 von Wilhelm Herschel entdeckt.

## NGC 2907-Gruppe (LGG 175)
| Galaxie   | Alternativname | Entfernung/Mio. Lj |
| --------- | -------------- | ------------------ |
| NGC 2907  | PGC 27048      | 84                 |
| PGC 27031 | MCG -03-25-001 | 77                 |
| PGC 27130 | MCG -03-25-004 | 85                 |